# Gare d’Aigues-Mortes
Gare d’Aigues-Mortes vasútállomás Franciaországban, Aigues-Mortes településen.

## Vasútvonalak
Az állomást az alábbi vasútvonalak érintik:
- Saint-Césaire au Grau-du-Roi-vasútvonal

## Kapcsolódó állomások
A vasútállomáshoz az alábbi állomások vannak a legközelebb:
- Gare de Saint-Laurent-d'Aigouze
- Gare du Grau-du-Roi